# 愛さえあればなんにもいらない/ナミダイロノケツイ/魔女っ子メグちゃん
「愛さえあればなんにもいらない/ナミダイロノケツイ/魔女っ子メグちゃん」（あいさえあればなんにもいらない/なみだいろのけつい/まじょっこメグちゃん）は、2017年6月21日にアップフロントワークス（hachamaレーベル）から発売、および配信されたアンジュルムの6枚目のシングル。

## 概要
アンジュルムとしては5枚目のトリプルA面シングル。なお、同メンバーの相川茉穂は療養に伴う長期的な活動休止（後に2017年12月31日を以って同グループ、ならびにハロー!プロジェクトを卒業）のため今作より不参加となった。
初回生産限定盤A・B・C・スペシャル（以下SP）、通常盤A・B・Cの7形態での発売。SPを含む初回生産限定盤はCD+DVD、通常盤はCDのみの商品構成。初回生産限定盤のみ、イベント抽選シリアルナンバーカードが封入されている。通常盤の初回仕様のみ、トレカサイズ生写真ソロ8種+集合1種よりランダムにて1枚封入（通常盤Aは「愛さえあればなんにもいらない」Ver.、通常盤Bは「ナミダイロノケツイ」Ver.、通常盤Cは「魔女っ子メグちゃん」Ver.）。
「魔女っ子メグちゃん」は、前川陽子のカバー（原曲は同名アニメのオープニングテーマ）。テレビ朝日が主催する『愛踊祭（あいどるまつり）2017 国民的アニメソングカバーコンテスト』のエリア代表決定戦の課題曲となっている。

## 収録曲

### 全盤共通
1. 愛さえあればなんにもいらない
  - 作詞：イイジマケン、作曲・編曲：炭竃智弘
2. ナミダイロノケツイ
  - 作詞・作曲：近藤薫、編曲：近藤薫、沢頭たかし
3. 魔女っ子メグちゃん
  - 作詞：千家和也、作曲：渡辺岳夫、編曲：宮永治郎
4. 愛さえあればなんにもいらない（Instrumental）
5. ナミダイロノケツイ（Instrumental）
6. 魔女っ子メグちゃん（Instrumental）

### 付属DVD
初回生産限定盤A付属DVD
1. 愛さえあればなんにもいらない（Music Video）

初回生産限定盤B付属DVD
1. ナミダイロノケツイ（Music Video）

初回生産限定盤C付属DVD
1. 魔女っ子メグちゃん（Music Video）

初回生産限定盤SP付属DVD
1. 愛さえあればなんにもいらない（Dance Shot Ver.）
2. ナミダイロノケツイ（Dance Shot Ver.）
3. 魔女っ子メグちゃん（Dance Shot Ver.）

## リリース日一覧
| 地域 | リリース日    | レーベル               | 規格                 | カタログ番号                       |
| ---- | ------------- | ---------------------- | -------------------- | ---------------------------------- |
| 日本 | 2017年6月21日 | hachama/UP-FRONT WORKS | CDマキシシングル+DVD | HKCN-50518〜9（初回生産限定盤A）   |
| 日本 | 2017年6月21日 | hachama/UP-FRONT WORKS | CDマキシシングル+DVD | HKCN-50520〜1（初回生産限定盤B）   |
| 日本 | 2017年6月21日 | hachama/UP-FRONT WORKS | CDマキシシングル+DVD | HKCN-50522〜3（初回生産限定盤C）   |
| 日本 | 2017年6月21日 | hachama/UP-FRONT WORKS | CDマキシシングル+DVD | HKCN-50524〜5（初回生産限定盤SP）  |
| 日本 | 2017年6月21日 | hachama/UP-FRONT WORKS | CDマキシシングル     | HKCN-50526（通常盤A）              |
| 日本 | 2017年6月21日 | hachama/UP-FRONT WORKS | CDマキシシングル     | HKCN-50527（通常盤B）              |
| 日本 | 2017年6月21日 | hachama/UP-FRONT WORKS | CDマキシシングル     | HKCN-50528（通常盤C）              |
| 日本 | 2017年6月21日 | hachama/UP-FRONT WORKS | ダウンロードシングル | HKCN-50526（LC-AAC）               |
| 日本 | 2017年6月21日 | hachama/UP-FRONT WORKS | ダウンロードシングル | HKCN-50526-HR（FLAC・96kHz/24bit） |

## 参加メンバー
- 1期：和田彩花
- 2期：中西香菜、竹内朱莉、勝田里奈
- 3期：室田瑞希、佐々木莉佳子
- 4期：上國料萌衣
- 5期：笠原桃奈

## クレジット
愛さえあればなんにもいらない
- All instruments & Programming：炭竃智弘
- Chorus：アンジュルム、塩原奈美子、たいせい

ナミダイロノケツイ
- Drums：高尾俊行
- Bass：宮本將行
- Other instruments & Programming：沢頭たかし
- Chorus：アンジュルム、塩原奈美子

魔女っ子メグちゃん
- Drums & Percussion：高尾俊行
- Bass：宮本將行
- Other instruments & Programming：宮永治郎
- Chorus：室田瑞希